# Tinama tataupa
Tinama tataupa (Crypturellus tataupa) je pták z čeledi tinamovití. Stejně jako ostatní příslušníci čeledi se vyskytuje v Jižní Americe, kde vyhledává zejména lesy s hustým podrostem. Navzdory tomu, že jde o poměrně široce rozšířeného ptáka, který je místy početný, není o životě tohoto druhu ve volné přírodě mnoho dostupných informací.

## Popis a rozšíření
Jde o středně velkého ptáka s podsaditou siluetou. Má červený zobák, šedomodrou hlavu a krk, hnědá křídla a záda, podbřišek a podocasní krovky jsou černobíle skvrněné. Samice je v průměru těžší než samec, ve zbarvení se však neliší. Je zaznamenána na území Ekvádoru, Peru, Brazílie, Bolívie, Paraguaye a Argentiny. Ve svém areálu rozšíření tvoří čtyři poddruhy.

## Biotop a způsob života
Žije v tropických a subtropických lesích v nížinách a kopcovitých oblastech, kde vyhledává hustý podrost. Méně často se může vyskytovat v křovinách a travnatých biotopech. Je stálá. Potravu sbírá na zemi; živí se mravenci, drobnými plži, ale i rostlinnou stravou. Hnízdí na zemi v malém důlku a snáší 4–5 vajec.

## Chov v zoo
V evropských zoo jde o málo zastoupený druh, v rámci Evropské unie byl v roce 2023 chován pouze v pěti zoo.

### Chov v Zoo Praha
V Zoo Praha je tinama tataupa chována od roku 2016, k vidění je ale až od roku 2019 v expozici Rákosova pavilonu.